# Janel McCarville
Janel McCarville (Stevens Point, 3 novembre 1982) è un'ex cestista statunitense, professionista nella WNBA.

## Carriera

### High school
Ha frequentato la Stevens Point Area Senior High (SPASH) (Wisconsin), dove ha trascinato la sua scuola a un record di 59-11 sino alla finale per tre anni consecutivi.
Nel 2001, da senior, McCarville vantava una media di 19,4 punti a partita e ha portato la sua scuola alle finali del Wisconsin Division I State Tournament, segnando 21,7 punti di media a partita. Ha condiviso il premio di miglior giocatrice dell'anno del Wisconsin con Mistie Bass.

## College
Ha giocato durante i suoi anni del college per le Golden Gophers, insieme all'amica Lindsay Whalen.
È nella top five di tutti i tempi delle Golden Gophers per i punti per partita, rimbalzi, palle rubate e stoppate. Detiene il record NCAA di rimbalzi in un singolo torneo, con 75 in 5 partite. È inoltre la detentrice del record NCAA di rimbalzi a partita (15).

## WNBA
Nel 2005 fu la prima scelta del draft WNBA e fu selezionata dalle Charlotte Sting.
A Charlotte, perse un numero considerevole di partite a causa di un infortunio e le sue performance quando fu in grado di giocare non furono all'altezza delle aspettative per una prima scelta.
Nella primavera 2007 finì, dopo il dispersal draft, alle New York Liberty, a causa della chiusura della franchigia di Charlotte.  Durante la prima parte della stagione 2007 si guadagnò un posto da titolare, a discapito del rookie Jessica Davenport. Il 25 agosto 2007, fu nominata most improved player della stagione (giocatrice più migliorata).

## Carriera internazionale
McCarville fu parte del team a stelle e strisce che vinse la medaglia d'argento ai giochi Panamericani nel 2003 a Santo Domingo.
Nelle stagioni 2006-07 e 2007-08 sbarca in Europa e gioca in Eurolega per Kosice. Si trasferì successivamente in Russia dove giocò una stagione per il CSKA di Mosca e una stagione per lo Spartak Mosca dove vinse l'Eurolega, realizzando 20 punti nella finale.
Gioca a Schio e nel 2010-11 vince sia il campionato sia la coppa.

## Palmarès

### Squadra
- Campionato italiano: 1
Schio: 2010-11
- Coppa Italia: 1
Pallacanestro Femminile Schio: 2011
- WNBA: 1
Minnesota Lynx: 2013

### Individuale
- WNBA Most Improved Player (2007)
- Migliore nella percentuale di tiro WNBA (2007)